# Distrikt Independencia (Lima)
Der Distrikt Independencia ist einer der 43 Stadtbezirke der Region Lima Metropolitana in Peru. Er besitzt eine Fläche von 14,56 km². Beim Zensus 2017 wurden 211.360 Einwohner gezählt. Im Jahr 1993 lag die Einwohnerzahl bei 183.927, im Jahr 2007 bei 207.647. Der Distrikt wurde am 16. März 1964 gegründet. Die Distriktverwaltung liegt auf einer Höhe von 130 m.

## Geographische Lage
Der Distrikt Independencia liegt 6,6 km nördlich vom Stadtzentrum von Lima. Die Nationalstraße 1N (Panamericana) führt entlang der westlichen Distriktgrenze nach Norden. Der Distrikt hat eine maximale Längsausdehnung in Nord-Süd-Richtung von 6,3 km sowie eine Breite von 3 km. Der Distrikt grenzt im Norden an den Distrikt Comas, im Osten an den Distrikt San Juan de Lurigancho, im Süden an den Distrikt Rímac, im Südwesten an den Distrikt San Martín de Porres sowie im Westen an den Distrikt Los Olivos.